# Formación Puncoviscana
La Formación Puncoviscana es una unidad geológica de edad proterozoica a cámbrica inferior, considerada la más antigua en el noroeste argentino. La localidad tipo es la Sierra de Santa Victoria, en la provincia de Salta, Argentina.

## Distribución areal
La Formación Puncoviscana, cuyas unidades han sido nombradas como "Cuenca Puncoviscana", "Faja Puncoviscana" o "Cinturón Lules-Puncoviscana" por distintos investigadores, incluye una serie de afloramientos rocosos a lo largo de la Cordillera Oriental, que se extiende en las provincias de Jujuy, Salta y Tucumán.

## Datación
Hacia 1960, Juan Turner estableció que la formación correspondía a la era proterozoica. En 1972 Gilberto Aceñolaza extendió al Cámbrico inferior la edad de la formación, luego de un hallazgo de icnitas o huellas fósiles. A lo largo del tiempo, se efectuaron diversos estudios tendientes a ajustar el lapso de edad de la formación. Estos estudios se realizaron analizando circones extraídos de la localidad tipo de la formación, en la zona de Santa Victoria y dieron como resultado 536,0 ± 5,3 y 537,26 ± 0,87 Ma, según el método SHRIMP (sensitive high resolution ion micro probe) o TIMS utilizado.

## Litología
La Formación Puncoviscana está compuesta principalmente por pelitas y cuarcitas, y en menor medida por calizas, conglomerados y vulcanitas, y se encuentra levemente metamorfizada (llegando hasta facies de esquistos verdes en algunos sectores), producto de las sucesivas fases orogénicas que sufrió. La Formación se encuentra intruida por diversos cuerpos graníticos como la Granodiorita Tastil (530 Ma) y el Plutón Cañaní (523 Ma).

## Paleontología
Los fósiles hallados en Puncoviscana son principalmente trazas fósiles de reptaje, de apéndices y bilobulares. Las asociaciones de trazas ayudan a datar a la formación en el período Ediacariano y el Cámbrico inferior. Diversos estudios han permitido identificar una gran variedad de icnotaxones, tales como Cochlichnus, Helminthopsis, Nereites, así como varios tipos de huellas de artrópodos.

## Ambiente de depositación
Los ambientes en los cuales se depositaron los sedimentos de Puncoviscana varían entre marinos profundos (dominados por secuencias turbidíticas) y litorales, dentro de una plataforma silicoclástica.

## Relaciones estratigráficas
La base de la Formación Puncoviscana no es conocida, y en el tope una discordancia angular (producto de la fase Tilcárica) la separa del Grupo Mesón.

## Breve historia geológica
La depositación de la Formación Puncoviscana comienza en el Ediacariano, a fines del Precámbrico, con la apertura de la cuenca. La depositación en ese entonces se desarrolla en un ambiente de plataforma somera y profunda, por momentos con sedimentación carbonática. En el Cámbrico inferior, la zona se vio sometida a un régimen compresivo, lo que generó el cierre de la cuenca con la Orogenia Tilcárica (último pulso del Ciclo Pampeano) y la deformación de los depósitos de la Formación Puncoviscana.